# Меджибізький санджак
Меджибізький санджак  — адміністративно-територіальна одиниця (санджак) Подільського еялету Османської імперії. Створений 1678 року. Де-факто припинив існування у 1686 році (закріплено 1699 року).

## Історія
1672 року почалася війна Османської імперії з Річчю Посполитою. Того ж року захоплено Кам'янець-Подільський, центр Подільського воєводства. За умовами Бучацького перемир'я Меджибіж та волость, які були спадковою власністю Миколая Єроніма Сенявського, разом з більшою частиною Поділля мали перейти під владу Османської імперії. Коли саме турки увійшли до Меджибожа, відомостей немає. Однак, 17 жовтня 1673 року польське військо під командуванням Миколая Сенявського, слідуючи під Хотин, захопило місто Меджибіж, а наступного дня турецький гарнізон, не готовий до облоги, здався перед загрозою штурму і залишив Меджибізький замок. За цим польський гарнізон утримував Меджибіж до 1678 року, здійснював звідти вилазки проти турків на Поділлі, а Миколай Сенявський, незважаючи на війну, отримував доходи з Меджибізької волості, що ледь не послужило причиною розірвання Бучацького мирного договору.
Лише після того, як 22 червня 1678 р. у Львові Ян III Собеський видав ордонанс комендантам Кальника, Немиріва, Бара і Меджибожа, яким наказав їм вийти з замків у термін, який мав бути погоджений між польським послом і турецькою стороною, був утворений Меджибізький санджак на чолі з санджакбеєм — набагато пізніше за інші три санджаки Подільського еялету. Однак, тільки після демаркації нового кордону між Османською імперією та Річчю Посполитою у вересні-жовтні 1680 року турецька влада змогла приступити до створення адміністрації Поділля мирного часу.
Кількість військової залоги була визначеною і сягала до ста чоловік, у місті була мечеть, збудована після 1678 р. Але пробути довго в Меджибожі їм не вдалося. Воєнна ситуація призвела до повного опустошення сіл і занепаду господарства. Розпочата 1683 року нова війна Речі Посполитої й Османської імперії змусила турків у 1686 році покинути Меджибіж, під час чого вони спробували знищити замок — що, втім, їм не вдалося. Офіційно Меджибізький санджак ліквідували за умовами Карловицького миру 1699 року.

## Адміністративний поділ
Санджак був поділений на 4 нахії з центрами в Меджибожі, Плоскирові, Чорному Острові та Константинові.